# Джуссе, Дональд
Дональд Джуссе (фр. Donald Djoussé; полное имя — Дональд Деринг Джуссе, фр. Donald Dering Djoussé; род. 18 марта 1990, Дуала) — камерунский футболист, нападающий клуба «Академика» (Коимбра).

## Клубная карьера
Дональд родился в Дуале, Камерун. Он является воспитанником клубов: «Мейтелотс», СА «Каджи» и «Маунт Камерун». Первым профессиональным клубом Дональда стало тбилисское «Динамо», за которое он играл 4 года, сыграл 60 матчей и забил 9 голов. В 2009 году был игроком молодёжной сборной Камеруна на МЧМ-2009 и сыграл два матча. В 2011 году Джуссе перешел в польский клуб «Погонь» (Щецин). В клубе Джуссе провел 67 матчей и забил 13 голов. Следующим клубом игрока стал алжирский клуб «Саура», но сыграв 12 матчей матчей, игрок вернулся в Польшу, в «Погонь» (Седльце).